# منتزه بنغازي

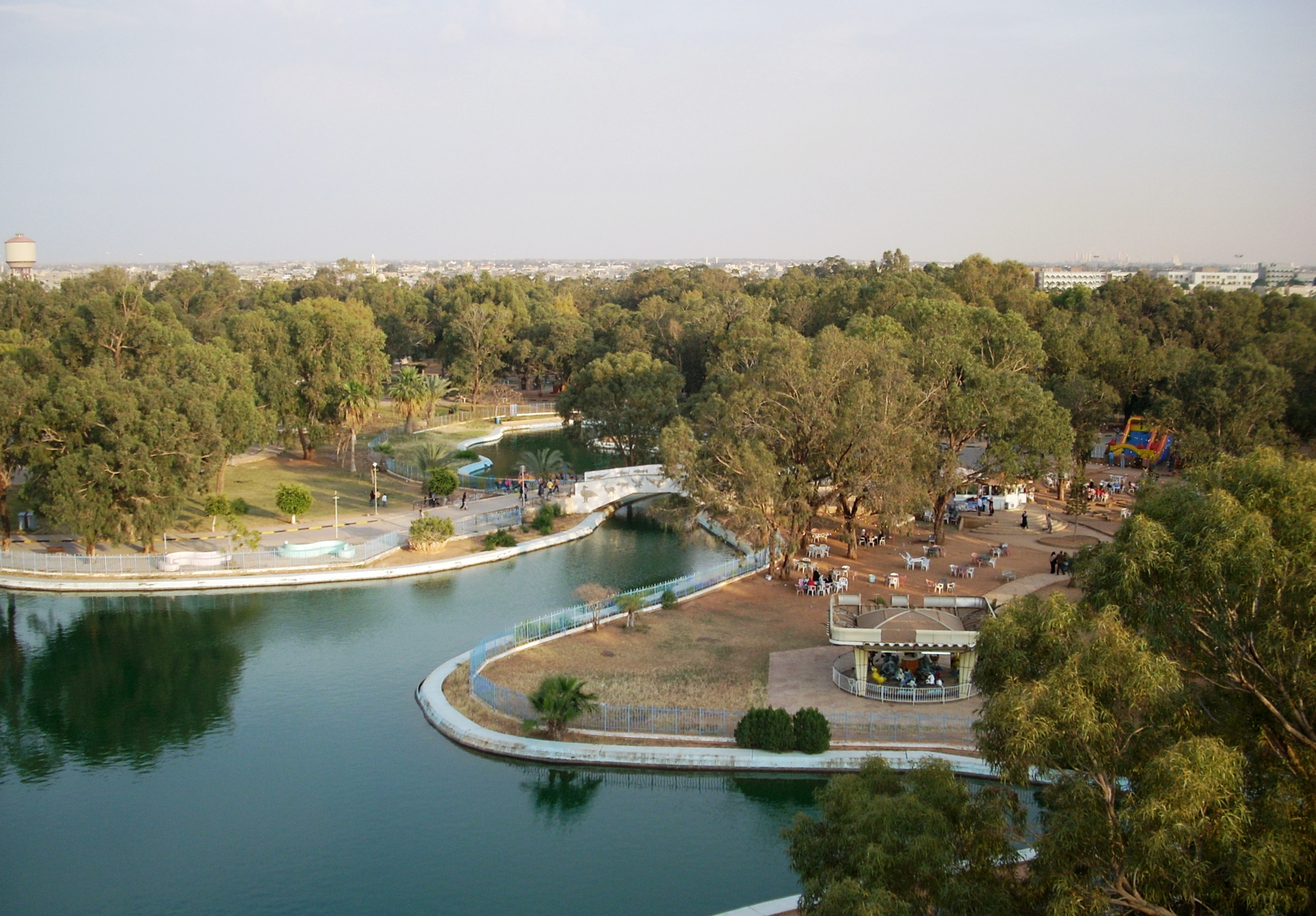
منتزه بنغازي السياحي.

منتزه بنغازي السياحي (البوسكو) هو حديقة للحيوانات والترفيه في مدينة بنغازي الليبية وتعتبر أكبر الحدائق مساحة في المدينة، وتقع بمنطقة الفويهات. ويشمل المنتزه عدة حدائق شاسعة وأعداد من الحيوانات والطيور إضافة لكثرة أشجار الصنوبر بها. كما يحوي مدينة للملاهي تحوي عددا من الألعاب وقطارا متجولا. إضافة إلى دار للعرض السينمائي وعددا من البحيرات والتلال الصناعية. ويعد المنتزه معلما من معالم المدينة. اغلق لمدة ثلاثة سنوات ثم أعيد افتتاحه في أواخر سنة 2016 .
تأسس المنتزه في العام 1956 كحديقة حيوانات صغيرة، ومن ثم إزدادت توسعته.
المساحة الكلية لي المنتزة 33 هكتار 